# Comuna Harku
Harku este o comună (vald) din Județul Harju, Estonia.
Reședința comunei este târgușorul (alevik) Tabasalu (în germană Tapsal).

Comuna cuprinde 2 târgușoare (alevik) - Tabasalu, Harku și 21 de sate. Localitatea a fost locuită de germanii baltici.

## Localități componente

### Târgușoare(Alevik)
- Tabasalu - reședința comunei
- Harku (Hark)

### Sate
Lista celor 21 de sate componente; între paranteze denumirea lor în limba germană.
- Adra (Adders)
- Harkujärve (Harkojärw)
- Humala (Hommeln)
- Ilmandu (Ilamndes)
- Kumna (Kummelden)
- Kütke (Küttke)
- Laabi (Laab)
- Liikva (Lickwa)
- Muraste (Morras)
- Naage (Nahhe)
- Rannamõisa (Fischmeister)
- Suurupi (Surrop)
- Sõrve (Wogensruhe)
- Tiskre (Tischer)
- Tutermaa (Tuterma)
- Türisalu (Türgisal)
- Vahi (Franzenhütte)
- Vaila (Waila)
- Viti (Wittenpöwel)
- Vääna (Faehna)
- Vääna-Jõesuu (Jöggiso bei Faehna)